# Pađeni
Pađeni (cyr. Пађени) – wieś w Bośni i Hercegowinie, w Republice Serbskiej, w gminie Bileća. W 2013 roku liczyła 81 mieszkańców.